# Административно-территориальное деление Шекснинского района
Шекснинский район — административно-территориальная единица в Вологодской области Российской Федерации. В рамках организации местного самоуправления ему соответствует одноимённое муниципальное образование Шекснинский муниципальный район.
Административный центр — посёлок городского типа (рабочий посёлок) Шексна.

## Административно-территориальные единицы
Шекснинский район в рамках административно-территориального устройства, включает 17 административно-территориальных единиц: 1 посёлок городского типа (Шексна) и 16 сельсоветов:
| №  | Сельсовет       | Соответствующее муниципальное образование |
| -- | --------------- | ----------------------------------------- |
| 1  | Домшинский      | Угольское СП                              |
| 2  | Еремеевский     | Сиземское СП                              |
| 3  | Ершовский       | Ершовское СП                              |
| 4  | Железнодорожный | Железнодорожное СП                        |
| 5  | Камешниковский  | Ершовское СП                              |
| 6  | Любомировский   | Угольское СП                              |
| 7  | Никольский      | Никольское СП                             |
| 8  | Нифантовский    | Нифантовское СП                           |
| 9  | Раменский       | Ершовское СП                              |
| 10 | Сиземский       | Сиземское СП                              |
| 11 | Угольский       | Угольское СП                              |
| 12 | Фоминский       | Угольское СП                              |
| 13 | Чаромский       | Сиземское СП                              |
| 14 | Чёбсарский      | Чёбсарское СП                             |
| 15 | Чуровский       | Чуровское СП                              |
| 16 | Юроченский      | Никольское СП                             |

Чёбсара из посёлка городского типа (рабочего посёлка) в сельский населённый пункт (посёлок) преобразована к 1 января 2011 года, а Чёбсарский поссовет преобразован в сельсовет в 2017 году.

## Муниципальные образования
Шекснинский муниципальный район в рамках организации местного самоуправления включает 9 муниципальных образований нижнего уровня, в том числе 1 городское и 8 сельских поселений.
| Муниципальное образование          | Административный центр | Административно-территориальные единицы (состав по структуре ОКАТО) |
| ---------------------------------- | ---------------------- | ------------------------------------------------------------------- |
| посёлок Шексна                     | Шексна                 | рабочий посёлок Шексна                                              |
| Ершовское сельское поселение       | Ершово                 | Ершовский, Камешниковский, Раменский сельсоветы                     |
| Железнодорожное сельское поселение | Пача                   | Железнодорожный сельсовет                                           |
| Никольское сельское поселение      | Прогресс               | Юроченский, Никольский сельсоветы                                   |
| Нифантовское сельское поселение    | Нифантово              | Нифантовский сельсовет                                              |
| Сиземское сельское поселение       | Чаромское              | Еремеевский, Сиземский, Чаромский сельсоветы                        |
| Угольское сельское поселение       | Покровское             | Домшинский, Любомировский, Фоминский, Угольский сельсоветы          |
| Чёбсарское сельское поселение      | Чёбсара                | Чёбсарский сельсовет                                                |
| Чуровское сельское поселение       | Чуровское              | Чуровский сельсовет                                                 |

### История муниципального устройства
Первоначально к 1 января 2006 года в составе муниципального района были созданы 2 городских и 15 сельских поселений. 
| Муниципальное образование          | Административный центр | Административно-территориальные единицы (состав по структуре ОКАТО) |
| ---------------------------------- | ---------------------- | ------------------------------------------------------------------- |
| посёлок Шексна                     | Шексна                 | рабочий посёлок Шексна                                              |
| Чёбсарское городское поселение     | Чёбсара                | Чёбсарский поссовет                                                 |
| Домшинское сельское поселение      | Нестерово              | Домшинский сельсовет                                                |
| Ершовское сельское поселение       | Ершово                 | Ершовский сельсовет                                                 |
| Еремеевское сельское поселение     | Княже                  | Еремеевский сельсовет                                               |
| Железнодорожное сельское поселение | Пача                   | Железнодорожный сельсовет                                           |
| Камешниковское сельское поселение  | Камешник               | Камешниковский сельсовет                                            |
| Любомировское сельское поселение   | Любомирово             | Любомировский сельсовет                                             |
| Никольское сельское поселение      | Прогресс               | Никольский сельсовет                                                |
| Нифантовское сельское поселение    | Нифантово              | Нифантовский сельсовет                                              |
| Раменское сельское поселение       | Раменье                | Раменский сельсовет                                                 |
| Сиземское сельское поселение       | Сизьма                 | Сиземский сельсовет                                                 |
| Угольское сельское поселение       | Покровское             | Угольский сельсовет                                                 |
| Фоминское сельское поселение       | Фоминское              | Фоминский сельсовет                                                 |
| Чаромское сельское поселение       | Чаромское              | Чаромский сельсовет                                                 |
| Чуровское сельское поселение       | Чуровское              | Чуровский сельсовет                                                 |
| Юроченское сельское поселение      | Юрочкино               | Юроченский сельсовет                                                |

В апреле 2009 года были упразднены сельские поселения Еремеевское и Чаромское (включены в сельское поселение Сиземское с административным центром в селе Чаромское). 
| Муниципальное образование          | Административный центр | Административно-территориальные единицы (состав по структуре ОКАТО) |
| ---------------------------------- | ---------------------- | ------------------------------------------------------------------- |
| посёлок Шексна                     | Шексна                 | рабочий посёлок Шексна                                              |
| Чёбсарское городское поселение     | Чёбсара                | Чёбсарский поссовет                                                 |
| Домшинское сельское поселение      | Нестерово              | Домшинский сельсовет                                                |
| Ершовское сельское поселение       | Ершово                 | Ершовский сельсовет                                                 |
| Железнодорожное сельское поселение | Пача                   | Железнодорожный сельсовет                                           |
| Камешниковское сельское поселение  | Камешник               | Камешниковский сельсовет                                            |
| Любомировское сельское поселение   | Любомирово             | Любомировский сельсовет                                             |
| Никольское сельское поселение      | Прогресс               | Никольский сельсовет                                                |
| Нифантовское сельское поселение    | Нифантово              | Нифантовский сельсовет                                              |
| Раменское сельское поселение       | Раменье                | Раменский сельсовет                                                 |
| Сиземское сельское поселение       | Чаромское              | Еремеевский, Сиземский, Чаромский сельсоветы                        |
| Угольское сельское поселение       | Покровское             | Угольский сельсовет                                                 |
| Фоминское сельское поселение       | Фоминское              | Фоминский сельсовет                                                 |
| Чуровское сельское поселение       | Чуровское              | Чуровский сельсовет                                                 |
| Юроченское сельское поселение      | Юрочкино               | Юроченский сельсовет                                                |

В июне 2015 года были упразднены сельские поселения: Камешниковское и Раменское (включены в Ершовское); Домшинское, Любомировское и Фоминское (включены в сельское поселение Угольское с административным центром в деревне Покровское). 
В 2019 году было упразднено сельское поселение Юроченское (включено в Никольское). 
1 января 2020 года Чёбсарское городское поселение было преобразовано в сельское поселение.